# Nikon F80
Nikon F80 (на американском рынке N80) — однообъективная зеркальная камера Nikon, рассчитанная на плёнку типа 135. Была представлена на рынке в 2000 году.
F80 является преемницей камеры F70, но фактически разработана на базе F100, выполненной в более компактном корпусе.
Камера F80 имеет 10-сегментный 3D-матричный замер экспозиции, центровзвешенный замер экспозиции (75 % площади кадра) и точечный замер в окружности диаметром 4 мм (1 % площади кадра). Система автофокуса основана на модели Multi-CAM900 с пятью датчиками (крестообразным центральным и четырьмя линейными сверху, снизу и по бокам). В системе фокусировки, впервые для зеркальных камер, был применён экран с полимерной ЖК-сетью. Это позволило подсветить зоны фокусировки и добавило возможность вывода фокусировочной сетки.
Существовало 3 варианта камеры F80: стандартный, F80D (QD-версия) с возможностью впечатывания даты и F80S (расширенная QD-версия) с возможностью впечатывать в межкадровый интервал параметров съёмки (выдержки, диафрагмы, экспокоррекции). Модели F80D и F80S отличались от стандартной F80 специальной задней крышкой, в которую были интегрированы кварцевые часы с календарём, рассчитанным до 2049 года, и экран с системой управления для контроля времени и даты.
Выпуск камеры был прекращён в 2006 году.